# ES Béni Khalled
Étoile Sportive de Béni Khalled (arabisch النجم الرياضي ببني خلاد, DMG an-Naǧm ar-riyāḍī bi-Banī Ḫallād), meist kurz ES Béni Khalled oder ESBK genannt, ist ein tunesischer Fußballverein, der 1946 gegründet wurde und in der Stadt Béni Khalled, einem Ort im Gouvernement Nabeul, beheimatet ist.
Die Heimspiele werden im etwa 4.000 Zuschauer fassenden Stade Habib Tajouri ausgetragen.
Der Klub spielte insgesamt fünf Spielzeiten in der ersten Liga. Erstmals in der Saison 1993/94, erneut in 1998/99, 2003/04 und 2004/05, sowie zuletzt in der Saison 2011/12.

## Erfolge
- Zweite Liga
  - Meister: 2003
  - Aufsteiger: 1993, 1998, 2011
- Vierte Liga (Cap-Bon-Region)
  - Meister: 1965
- Tunesischer Ligapokal
  - Finalist: 2002
- Tunesischer Fußball-Pokal
  - Achtelfinalist: 1969, 1981, 1986, 1999, 2010, 2011, 2012

## Rivalen
Der Verein pflegt eine intensive Rivalität mit dem nördlich gelegenen Klub CS Menzel Bouzelfa. Zwischen den beiden Orten Béni Khalled und dem Nachbarort Menzel Bouzelfa liegen nur etwa vier Kilometer, was den Aufeinandertreffen der Mannschaften beinahe den Charakter eines Stadtderbys verleiht.
Eine ebenso starke Rivalität besteht mit dem nahegelegenen Klub Grombalia Sport. Die Städte Béni Khalled und Grombalia liegen circa zehn Kilometer auseinander, wodurch die Begegnungen der beiden Teams als hitziges regionales Derby gelten.

## Ehemalige

### Spieler
- Sami Helal

### Trainer
- Kamel Chebli
- Jalel Kadri